# Sultan Asiri
Pour les articles homonymes, voir Asiri.
Sultan Bin Mohamed Al Asiri, né le 13 septembre 1987 à Riyad, est un coureur cycliste saoudien.

## Biographie
En 2010, Sultan Asiri participe aux championnats d'Asie avec la sélection saoudienne. À Charjah, il se classe treizième du contre-la-montre individuel, à plus de sept minutes du vainqueur Andrey Mizourov. Deux jours plus tard, il abandonne sur la course en ligne. Peu de temps après, il se rend en Afrique pour disputer le Tour d'Érythrée. Meilleur élément de la délégation saoudienne, il se classe huitième de la première étape, sixième de la dernière étape et quatorzième du classement général. 
En 2011, il remporte une médaillé d'or aux championnats arabes, dans la discipline de la course aux points.
En début d'année 2016, il prend la cinquième place du Tour d'Égypte. Au mois d'octobre, il est sélectionné pour participer aux championnats du monde de Doha, au Qatar. Engagé sur le contre-la-montre, il termine 63e sur 66 concurrents classés, à plus d'un quart d'heure du vainqueur Tony Martin.
En septembre 2017, il se classe cinquième de l'omnium aux Jeux asiatiques et d'arts martiaux en salle, disputés sur le vélodrome d'Achgabat au Turkménistan

## Palmarès sur route

### Par année
- 2010
  - Prince Sultan Faisal bin Fath Challenge :
    - Classement général
    - 1re, 3e (contre-la-montre) et 4e étapes
- 2011
  - Prince Sultan Faisal bin Fath Challenge
- 2012
  -  Médaillé de bronze au championnat du golfe Persique du contre-la-montre

### Classements mondiaux
| Année           | 2016 |
| --------------- | ---- |
| UCI Africa Tour | 134e |

## Palmarès sur piste

### Championnats arabes
- 2011
  -  Champion arabe de la course aux points